# Kenneth III di Scozia
Cináed III Mac Duib, o in inglese Kenneth III MacDubh (965 circa – Monzievaird, 25 marzo 1005), è stato re di Scozia dal 997 al 1005.

## Biografia

### Origini
Era figlio di re Dubh di Scozia, dal quale, tramite la discendenza dello stesso Kenneth III, derivò il clan MacDuff (nome derivato dalla forma anglicizzata di Dubh).

### Regno
Non molto è noto del regno di Kenneth, e non è chiaro nemmeno come ascese al trono (forse assassinando o uccidendo in battaglia il suo predecessore e lontano parente Costantino III).
L'unico evento che è segnalato durante regno di Kenneth è l'uccisione di Dúngal mac Cináeda da parte di suo figlio Gille Comgain, uccisione avvenuta, secondo quanto riportato dagli Annali dei quattro maestri, nel 999 circa. Non è sicuro che questo fatto si riferisca agli eventi in Scozia e se uno o entrambi fossero figli di Kenneth (nome alquanto comune in Scozia) o di un'altra persona. Questo fatto di sangue potrebbe comunque aver scatenato una faida, che si sarebbe conclusa con lo sterminio dei discendenti di Gille Comgain.

### Morte
Kenneth III non regnò per molti anni, e fu ucciso alla battaglia di Monzievaird, a Strathearn, nel 1005, da Máel Coluim mac Cináeda (ossia Malcolm II di Scozia) che gli successe. La discendenza di Malcolm II avrebbe continuato a regnare senza interruzione fino all'estinzione del casato dei Dunkeld, nel 1290.

## Discendenza
Il nome della moglie di Kenneth è sconosciuto, ma si sa che ebbe almeno tre figli:
- Giric (? - Monzievaird, 25 marzo 1005), morì in battaglia col padre
- Gille Comgain (? - 999), morto in battaglia
- Boite, l'unico che sopravvisse al regno del padre

### Gli eredi di Kenneth
Non è chiaro se Boite mac Cináed fosse figlio di Kenneth III o di Kenneth II di Scozia, ma la maggior parte degli storici propende per la prima paternità.
Boite ebbe a sua volta due figli: un maschio, Gille, ucciso giovane da un tale Máel Coluim mac Cináeda nel 1032 come riportato dagli Annali dell'Ulster, e una femmina, Gruoch ingen Boite, che sarebbe divenuta regina di Scozia sposando Macbeth in seconde nozze. Il figlio di Gruoch dal primo matrimonio, Lulach, divenne brevemente re di Scozia dopo la morte di Macbeth, e i suoi discendenti del clan MacDuff, anche se persero la Corona, riuscirono a mantenere il dominio su Fife e dintorni.
I MacDuff, per molti secoli, furono prima conti e poi duchi della zona di Fife fino alla morte dell'ultimo duca, Alexander Duff, I duca di Fife, che portò all'estinzione del clan per linea maschile nel 1912.

## Ascendenza
|                       |   |   | Genitori |  |  | Nonni |  |  | Bisnonni            |  |  | Trisnonni              |  |
|                       |   |   |          |  |  |       |  |  | Donald II di Scozia |  |  | Costantino I di Scozia |  |
|                       |   |   |          |  |  |       |  |  | Donald II di Scozia |  |  | Costantino I di Scozia |  |
|                       |   | … |          |  |  |       |  |  | Donald II di Scozia |  |  |                        |  |
| Malcolm I di Scozia   |   |   |          |  |  |       |  |  | Donald II di Scozia |  |  |                        |  |
|                       |   | … | …        |  |  |       |  |  |                     |  |  |                        |  |
|                       |   | … | …        |  |  |       |  |  |                     |  |  |                        |  |
|                       |   | … | …        |  |  |       |  |  |                     |  |  |                        |  |
| Dubh di Scozia        |   | … |          |  |  |       |  |  |                     |  |  |                        |  |
|                       |   | … | …        |  |  |       |  |  |                     |  |  |                        |  |
|                       |   | … | …        |  |  |       |  |  |                     |  |  |                        |  |
|                       |   | … | …        |  |  |       |  |  |                     |  |  |                        |  |
| …                     |   | … |          |  |  |       |  |  |                     |  |  |                        |  |
|                       |   | … | …        |  |  |       |  |  |                     |  |  |                        |  |
|                       |   | … | …        |  |  |       |  |  |                     |  |  |                        |  |
|                       |   | … | …        |  |  |       |  |  |                     |  |  |                        |  |
| Kenneth III di Scozia |   | … |          |  |  |       |  |  |                     |  |  |                        |  |
|                       | … | … |          |  |  |       |  |  |                     |  |  |                        |  |
|                       | … | … |          |  |  |       |  |  |                     |  |  |                        |  |
|                       | … | … |          |  |  |       |  |  |                     |  |  |                        |  |
| …                     | … |   |          |  |  |       |  |  |                     |  |  |                        |  |
|                       |   | … | …        |  |  |       |  |  |                     |  |  |                        |  |
|                       |   | … | …        |  |  |       |  |  |                     |  |  |                        |  |
|                       |   | … | …        |  |  |       |  |  |                     |  |  |                        |  |
| …                     |   | … |          |  |  |       |  |  |                     |  |  |                        |  |
|                       |   | … | …        |  |  |       |  |  |                     |  |  |                        |  |
|                       |   | … | …        |  |  |       |  |  |                     |  |  |                        |  |
|                       |   | … | …        |  |  |       |  |  |                     |  |  |                        |  |
| …                     |   | … |          |  |  |       |  |  |                     |  |  |                        |  |
|                       |   | … | …        |  |  |       |  |  |                     |  |  |                        |  |
|                       |   | … | …        |  |  |       |  |  |                     |  |  |                        |  |
|                       |   | … | …        |  |  |       |  |  |                     |  |  |                        |  |
|                       |   | … |          |  |  |       |  |  |                     |  |  |                        |  |